# وندوورس
وندوورس (به فرانسوی: Vendœuvres) یک کامین در فرانسه است که در Canton of Buzançais واقع شده‌است.

## خصوصیات
وندوورس ۹۶٫۴۵ کیلومترمربع مساحت و ۱٬۱۱۷ نفر جمعیت دارد و ۱۲۶ متر بالاتر از سطح دریا واقع شده‌است.